# Закинтос
За̀кинтос или За̀кинт (на гръцки: Ζάκυνθος) е третият по големина от Йонийските острови в Йонийско море. Островът е част от Република Гърция. Площта му е 408 km², а крайбрежната му ивица е с дължина от около 123 km. Закинтос е също и един от номите на Гърция. Население 41 472 (статистика 2005 г.). Плътност на населението 102 души на km².

## География
Закинтос е един от островите на Επτανήσων (Седемте острова). Той е най-южният и третият по площ и население остров от Йонийските острови. Намира се на разстояние 9,5 морски мили на запад от полуостров Пелопонес (от Килини от нома Илияс) и на 8,5 морски мили на юг от най-близкия остров Кефалония. Има форма на неправилен триъгълник с дължина 36 km и ширина до 18 km. Най-северната част на острова е нос Скинари. На югоизток се формира заливът Лагана, разположен между два полуострова, Маратя на запад и Геракас на изток. Най-южната точка е нос Маратя, разположен на едноименния полуостров. Най-западната точка е нос Племонари, а най-източната нос Василикос на полуостров Скопос. Островът е разположен на почти същата географска ширина като гръцката столица Атина. В залива Лагана са разположени два малки острова, Маратониси и Пелузо, а на 37 морски мили южно от Лагана се намират двете малки необитаеми островчета Строфадес. В западната му част от север на юг е разположена варовиковата планина Врахионас (Скалистата) с максимална височина 756 m, чиито западни склонове се срускат стръмно към морето, и, която е обрасла с маквиси и фригана. На изток се простира хълмиста равнина с заето от овощни и маслинови градини и лозя. Западният бряг има дължина приблизително 34 km, той е скалист и стръмен, като се образуват редица пещери и заливчета. По източния бряг с дължина 37 km, има красиви пясъчни плажове. На острова се разработват находища на естествен асфалт. Главно селище и пристанище е град Закинтос, разположен на източното му крайбрежие.

## История
Островът е именуван на Закинтос, син на легендарния тракийски вожд Дардан, роден на остров Самотраки .
Имената, завършващи на -тос и подобните са с премикенски или пелагийски произход. Омир споменава острова, като посочва, че е залесен с гори. След това той е бил завладян от Аркесиос, потомък на царя на Кефалония Кефалис, баща на Лаертос и дядо на Одисей. Закинтос е бил включен в царството на Одисей, който е участвал с дванадесет кораба в Троянската война. След завръщането му по зова на мистериите, от които двадесет са били от Закинтос, закинтци въстанали и островът се отделил от Царството на Одисей. С времето, в традициите на епохата, на Закинтос се създала нова държава с форма на управление демокрация. По време на Персийската война Закинтос останал неутрален, а в Пелопонеската война участвал като съюзник на Атина. Закинтос бил покорен от Македония при Александър Македонски и по-късно от римляните, при които притежавал определена самостоятелност. Според местните предания християнството е било донесено на острова от Мария Магдалена през 34 г., когато корабът, с който тя е пътувала за Рим, спрял за малко край Закинтос. През византийската епоха е бил опустошаван от пиратите и вандалите. През XII – XV век островът е феодално владение, ведно със съседна Кефалония – графство Кефалония и Закинтос.
През 1185 г. Закинтос и Кефалония бил окупиран от сицилианските нормани (от адмирал Маргаритони при царуването на Вилхелм Втори Сицилиански), които са го отнели от Византия и са създали Палатинския Комитат Кефалония и Закинтос. Той е бил управляван от Палатинските комисари Орсини 1197-1325, д'Анжу 1325-1357 и Токкон 1357-1479. След това преминал в ръцете на венецианците, той останал под тяхно управление до 1798 г. Венецианците наричали острова с името „Fior di Levante“ (Цветето на Изтока).
Френската република и след това Русия в съюз с Турция временно окупирали острова до формирането на Държавата на Седемте острова през 1800 г., в която е участвал Закинтос заедно с останалите Йонийски острови. Тази държава е първата автономна гръцка държава под върховенството на султана. През 1809 г. Франция го окупирала отново, а през 1815 г. била създадени Съединените Йонийски щати, които съществували под протектората на Англия до 1864 г. Мечтата на Закинтос за обединение с Гърция била реализирана след продължителни борби на 21 май 1864, след 680 години чуждо владичество.
Климатът на Закинтос е мек средиземноморски с преобладаващи валежи от дъжд от ноември до януари и много слънчеви дни. Богат е на растителност и е остров с интензивно земеделско производство, като се отглеждат предимно маслини, цитрусови плодове и стафиди, както и цветя.
Закинтос е с процъфтяващ туризъм и е една от най-популярните туристически дестинации в Гърция.
Построено е международното летище „Дионисиос Соломос“ (по името на автора на гръцкия национален химн) и множество хотели и квартири. Предпоставка за него са природните и исторически забележителности, както и приятелското отношение на местните жители.
Заливът на Лагана е обявен през 1999 за Национален парк, за запазване на местата за гнездене и за отглеждане на потомството и за опазване на застрашените морски костенурки Caretta caretta. В един от заливите на острова те снасят яйцата си.

## Фестивали
От 2009 г. на Закинтос се провежда джаз-фестивал, както и фестивал на класическата музика.

## Земетресения
Историята на острова и бита на жителите са белязани от земетресения. Районът на Югозападна Гърция е един от най-сеизмоопасните в Гърция. Закинтос представлява част от плоча в земната кора, която включва Кефалония, Пелопонес, Атика, Беотия, Евбея, Егейско море, Крит и Додеканезите и достига до брега на Мала Азия. Тази плоча е разположена между Африканската и Евразийската плоча и тя изпитва натиск от Африканската плоча по линията от Йонийските острови до остров Карпатос. Придвижването на тези плочи предизвиква земетресения, някои от които слаби, а други силни, в зависимост от освобождаваната енергия. В историята на Закинтос са отбелязани редица катастрофални земетресения като това през 1469 г. Заметресението от 1514 г. унищожило южната част на старата столица и крепостта Кастро, като създало пропаст между хълмовете Бохалис и Агиос Илияс, а земетресението от 1622 г. откъснало нос Агиос Зостис (Αγ. Σώστης – Свети Спас) от остров Закинтос, като се образувало едноименното островче в залива Лагана. През 1742 г. е имало тридневни трусове, след което земята е била разтърсвана от по-малки трусове в продължение на цяла година. По три дни са продължили трусовете и през 1768, 1809, 1820, 1840, 1893, 1912. Най-силното от тях и най-скорошно е било земетресението на 12 август 1953, което се оценява с магнитуд 7,1 по скалата на Рихтер. Разрушени са били почти всички сгради с изключение на църквата Св. Дионисий (Αγ. Διονυσίου), сградата на Гръцката банка и училище в островната столица, които са били построени при антисеизмично осигуряване. Това е довело до приемане на много строги антисеизмични правила при строежа на сгради при използване на мощна арматура и изливане на железобетон. Земетресенията през 80-те и 90-те години са достигали до 6.2 по Рихтер, като последното земетресение през април 2006 е продължило ежедневно за период от цял месец, като най-мощният трус е достигал сила до 5,6 по Рихтер, а щетите по новите сгради са били минимални.

## Забележителности

### Заливът на корабокрушенците (Навагио)
Една от най-посещаваните туристически атракции е достъпният само откъм морето Залив на корабокрушенците. Корабокрушението на каботажния (крайбрежен) кораб е станало на малкия плаж, ограден от високи 200 м отвесни скални стени, върху които е изградена малка площадка. Това е единственото обгледно място, откъдето може да се види мястото на корабокрушението откъм сушата. Инцидентът е станал през октомври 1980, когато при бурно море е възникнала повреда в машинното отделение, и корабът, натоварен с контрабандни цигари, се е оказал неуправляем. Той бил насочен от вълните към залива, който дотогава се наричал „Свети Георги“ (Agios Georgios). Екипажът на кораба бил спасен.

### Проект „До източниците“
Проектът „До източниците“ е създаден от руски художник Люси Новокрещина през 2015 г. Намира се в село Литакия, в южната част на острова. Картината на стената е с размери 6x6 m2, с основна тема – Акропола, като културен символ на страната. Идеята на проекта е насочена към възстановяването и поддържането на гръцката култура.

## Личности
Родени в Закинтос
- Уго Фосколо (6 февруари 1778 – 10 септември 1827), писател
- Дионисиос Соломос (1798 – 1857), поет

Починали в Закинтос
- Йоанис Варвакис (1745 – 1825), революционер и търговец
- Андреас Везалий (1514 – 1564), брабантски лекар